# Dowa (ort)
Dowa är en distriktshuvudort i Malawi. Den ligger i distriktet Dowa District och regionen Central Region, i den centrala delen av landet. Dowa ligger 1 361 meter över havet och antalet invånare är 5 565.
Terrängen runt Dowa är kuperad åt sydost, men åt nordväst är den platt. Omgivningarna runt Dowa är huvudsakligen savann. På södra sidan finns skog.